# Cronograf (festival de film)
Festivalul Internațional de Film Documentar CRONOGRAF (prescurtat FIDF CRONOGRAF) este un festival de film documentar organizat anual în Republica Moldova, începând cu anul 2001, la inițiativa unui grup de tineri cineaști organizați în cadrul OWH Studio.
Festivalul acordă diferite premii în cadrul a trei secțiuni:
- Secțiunea Principală, la care pot participa filme documentare din toată lumea,
- Secțiunea cadRO, unde pot participa numai documentare cu subiecte referitoare la români și la comunitățile românești de oriunde,
- Secțiunea Producții Locale, unde pot participa numai filme documentare realizate de către studiourile independente sau televiziunile din Republica Moldova.

Totodată, în cadrul festivalului se organizează mese rotunde, conferințe, proiecții de filme în afara concursului și alte activități socioculturale.

## Ediția a XI-a, 2013
Gala de Premiere a celei de-a XI-a ediții a festivalului a avut loc în data de 3 iunie 2013, la cinematograful ODEON din Chișinău.
Marele Premiu și Trofeul Festivalului i-a revenit filmului „La marginea pădurii”, realizat de Ion Donică, care a fost recompensat cu suma de 1500 de euro, oferită de Institutul Cultural Român „Mihai Eminescu” din Chișinău.
Trofeul cadRO și premiul I a fost acordat filmului „Masacrul inocenților”, de Victor Bucătaru.
Premiul I și Trofeul Secțiunii Producții Locale l-a obținut filmul „Prigoana din Basarabia”, realizat de Natalia Ghilașcu și Sergiu Ene. 
Juriul Secțiunii Principale a fost compus din Vadim Prodan (președintele juriului, din R. Moldova), producătoarea Ada Solomon (România), directorul de imagine Jacek Petrycki (Polonia), istoricul și criticul de film, Zviad Dolidze (Georgia) și directorul Festivalului de Film Documentar de la Duisburg, Werner Ružička (Germania), cel al Secțiunii cadRO a fost alcătuit din Ecaterina Dimancea-Dumbrăveanu (R.Moldova / România), filmolog, doctor în cinematografie și media, referent principal relații în cadrul ICR „Mihai Eminescu” din Chișinău, Adela Matvievici (Moldova), producătoarea și directoarea Societății MoldCinema și  Dan Curean (România), director de imagine, doctor în cinematografie, iar la Sec'iunea Producții locale au jurizat următorii: Dorin Scobioală, jurnalist, director CAT Studio, Elena Pahomova, jurnalist, Director de Programe la Publika TV și Andrei Dumbrăveanu, regizor, doctor conferențiar universitar la Facultatea de Jurnalism și Științele Comunicării, USM.

## Ediția I, 2001
Prima ediție a festivalului a avut loc între 13 și 15 decembrie 2001, la Chișinău, în Republica Moldova. În concurs au participat 18 filme documentare ale realizatorilor din Republica Moldova, România, Lituania, Franța și din Țările de Jos.
Juriul festivalului a fost alcătui din următoarele persoane:
- Dumitru Olărescu – președintele juriului, scenarist, regizor, critic de film, Moldova
- Valeriu Ciurea – operator, Moldova
- Cristian Gugu – operator, România
- Mihai Poiată – scenarist, scriitor, Moldova
- Ariel Nathan – jurnalist și regizor, Franța
- Larisa Turea – critic de film și teatru, Moldova
- Octavian Grigoriu – regizor, Moldova

| Premiul                                                       | Film premiat                        | Autor                                               | Observații                                                                                            |
| Mențiune specială                                             | Vistieria naturii noastre           | regia Ion Mija și Elena Donciu                      | |
| Premiul pentru imagine                                        | Omul cu o mie de ochi               | regia Alexandru Solomon                             | acordat de organizația „Salvați copiii”                                                               |
| Premiul pentru regie                                          | Omul cu o mie de ochi               | regia Alexandru Solomon                             | oferit de OWH TV Studio                                                                               |
| Premiul special al juriului                                   | Tata Oancea                         | regia Diana Trocmaier, Vasile Bogdan, TVR Timișoara | oferit de Primăria Chișinău                                                                           |
| Premiul „Simpatia publicului”                                 | Asta e! Bucuria de a trăi           | regia și imaginea Vlad Druck                        | film premiat și de Comisia Națională UNESCO, pentru „cea mai originală tratare a subiectului”         |
| Premiul „Simpatia publicului”                                 | Ultimele zile ale ultimului mareșal | Sorin Avram                                         | film premiat și de Comisia Națională UNESCO, pentru „cea mai originală tratare a subiectului”         |
| Premiul special                                               | Mama                                | Oxana Buraja                                        | pentru „tratarea originală a unei teme majore”, acordat de revista „Lanterna magică”                  |
| Premiul pentru „cea mai reușită oglindire a chipului feminin” | Am reușit                           | regia Dana Ceușescu                                 | acordat de Consiliul Național al Femeilor din R. Moldova                                              |
| Premiul Mare și Trofeul festivalului                          | Mama                                | Oxana Buraja                                        | Uniunea Cineaștilor din R. Moldova a premiat organizatorii acestui festival de film – Studioul OWH TV |